# Ocotea carabobensis
Ocotea carabobensis är en lagerväxtart som beskrevs av Tobias Lasser. Ocotea carabobensis ingår i släktet Ocotea och familjen lagerväxter. Inga underarter finns listade i Catalogue of Life.